# Pro Aid Autisme
Pro Aid Autisme est une association loi de 1901 agissant dans le domaine de l'autisme en France.

## Publications
- La Forteresse éclatée
- G. Mesibov, Autisme : Le défi du programme TEACCH, Paris, 1995
- Le permis de se conduire en pays autiste DVD 70 minutes, diffusé par Pro Aid Autisme en 2008

## Prises de position
L'association s'est engagée en faveur des thérapies cognitivo-comportementales dès 1985. Elle soutient le rattachement de l'autisme au domaine du handicap.